# Maurice Edelston
Maurice Edelston (Wimbledon, 27 aprile 1918 – Reading, 30 gennaio 1976) è stato un calciatore inglese, di ruolo attaccante.

## Carriera

### Nazionale
Venne convocato nella Nazionale britannica che partecipò ai Giochi olimpici del 1936. Giocò la prima delle due partite che disputò il Regno Unito nella quale la sua Nazionale vinse 2-0 contro la Cina.